# Moriz Sassi
Moriz Sassi oder auch Moritz Sassi (* 13. Juni 1880 in Wien; † 25. September 1967 ebenda) war ein österreichischer Zoologe mit dem Schwerpunkt Ornithologie.

## Leben und Wirken
Sein Vater hieß Eugen, seine Mutter Ida, seine Schwester Aloisia. Er wuchs als Sohn einer wohlhabenden Familie auf, die ein Palais in der Schwindgasse in Wien und einen Landsitz, die Villa Sassi, in Oberösterreich besaß. Ein von Ferdinand Georg Waldmüller gemaltes Familienbild seiner Vorfahren befindet sich in der Kunstsammlung des Schloss Belvedere.
Zunächst besuchte er in der Hegelgasse das humanistische Gymnasium. Später diente er als Freiwilliger bei den Dragonern und wurde dort als Leutnant ausgemustert. Er begann ein Studium der Zoologie bei den Professoren Karl Grobben und Berthold Hatschek an der Universität Wien. Bei Grobben schrieb er seine Dissertation mit dem Thema Zur Anatomie von Anomia ephippium, die 1903 zum Doktortitel führte. Finanziell unabhängig folgte er zunächst seinen künstlerischen Neigungen. Er galt als talentierter Maler, der sich aber auch für Architektur, Musik und Theater begeisterte. Schon bald entwickelte sich sein Interesse für die Vogelkunde. Als Franz Werner 1905 in den Anglo-Ägyptischen Sudan reiste, begleitete ihn Sassi und erarbeitete sich erste Anerkennung als Jäger und Sammler. Über die Reise schrieb er ein Buch mit dem Titel Eine Sudanreise, dessen Bestände kurz nach der Drucklegung im Lager des Herausgebers verbrannten. Deshalb sind nur noch sehr wenige Belegexemplare des Originals bekannt. Trotz allem blieb der wissenschaftliche Erfolg der Reise nicht aus, und Sassi bearbeitete 20 Säugetier- und 101 Vogelarten. Procavia slatini, eine  Klippschlieferart, die er 1906 beschrieb und seinem Freund Rudolf Slatin widmete, wird heute als Synonym für den Klippschliefer betrachtet.
1908 fing er unter dem damaligen Intendanten Franz Steindachner ein Volontariat beim Naturhistorischen Museum Wien an. Mit dem Leiter der Vogel- und Säugetiersammlung Ludwig von Lorenz-Liburnau fand er dort einen verständnisvollen Mentor. Erst 1920 wurde Sassi als wissenschaftlicher Assistent ordentlich bezahlt. In der Zeit dazwischen diente er im Ersten Weltkrieg an der Südostfront, insbesondere bei den Kämpfen um den Lovćen in Montenegro. Hier wurde er zum Rittmeister befördert und wurde mit der Militär-Verdienstmedaille ausgezeichnet, bevor er 1918 nach Österreich zurückkehrte.
In den folgenden Jahren beschäftigte er sich mit systematischen Fragen, in denen er verschiedene Sammlungen analysierte. Zunächst beschäftigte er sich mit der Sammlung von Emil Weiske (1867–1950), die dieser in Britisch-Neuguinea und dem Norden Queenslands gemacht hatte. Es folgten die von Franz Steindachner aus Brasilien, von Viktor Pietschmann und Selim Hassoun in Mesopotamien und schließlich von Rudolf Grauer in Ostafrika. Er war selbst auf weiteren Expeditionen in Dalmatien und Costa Rica, über die er ebenfalls publizierte. In Costa Rica begleitete er den Botaniker Otto Porsch (1875–1959). Von der Reise brachte er 1150 Vogelbälge mit 250 Arten mit ins Wiener Museum. Josef von Seilern und Aspang bat ihn, seine Sammelergebnisse aus Rhodos zu bearbeiten. Zusammen mit Franz Zimmer, der im Matengo Hochland lebte, bearbeitete er dessen Sammlungen aus Songea Urban.
Er nahm an den Internationalen Ornithologenkongressen 1910 in Berlin, 1926 in Kopenhagen, 1934 in Oxford und 1950 in Uppsala teil. Weitere Reisen unternahm er 1908 nach Tunis und 1911 nach Konstantinopel. Im Oktober 1932 organisierte er die Jahresversammlung der Deutschen Ornithologen-Gesellschaft, die erstmals in Wien stattfand. Zur Versammlung kamen bekannte Ornithologen wie Zar Ferdinand von Bulgarien, Franz Groebbels, Oskar Heinroth, Friedrich Steinbacher (1877–1938) und Erwin Stresemann. Als Teil der Tagung besuchten sie Altenburg, wo Konrad Lorenz gerade eine Studie über Verhaltensforschung begonnen hatte. Hier lernte er auch seinen Freund András Keve kennen. Für das International Committee for Bird Protection (ICBP) organisierte Sassi 1937 ein Treffen in Wien mit dem Ziel eine internationale Vogelschutzkonvention vorzubereiten. Bereits kurz nach dem Krieg 1946 begann er die abgerissenen internationalen Beziehungen wiederzubeleben. So besuchte er Tagungen der britischen Sektion des ICBP und anschließende der British Ornithologists’ Union in Edinburgh. Er selbst übernahm die Vorsitz der neugegründeten österreichischen Sektion des ICBP und hatte wesentlichen Anteil an der Entwicklung ihrer Statuten.
Waren es vor dem Krieg Carl Eduard Hellmayr, Otmar Reiser (1861–1936), Ludwig Auber und Gerth Rokitansky (1906–1987), mit denen er eng zusammenarbeitete, waren es nach dem Krieg vor allem Günther Niethammer und András Keve, mit denen er eng kooperierte. Sassi ist es zu verdanken, dass die wertvolle Sammlung des Wiener Museums in den Wirren des Krieges rechtzeitig ins Schloss Schönborn gebracht wurde und so einer möglichen Vernichtung entzogen war. Neben den bereits erwähnten Ornithologen hatte er freundschaftliche Beziehungen zu James Paul Chapin, Hubert Lynes (1874–1942), Henry Boardman Conover, Adolf von Jordans und Alfred Louis Laubmann (1886–1965).
Im Jahr 1933 wurde ihm der Titel des Regierungsrats und 1948 der des Hofrates verliehen. Am 31. Mai 1949 ging er in den Ruhestand. Sassi agierte als langjähriger Vorstand der Vogelsammlung des Naturhistorischen Museums Wien.

## Mitgliedschaften und Ehrungen
Sassi war Mitglied des International Ornithological Committee, war im Vorstand der Deutschen Ornithologen-Gesellschaft und der Zoologisch-Botanischen Gesellschaft zu Wien, Ehrenmitglied der Ornithologischen Gesellschaft in Bayern und des Ungarischen Ornithologischen Institutes, korrespondierendes Mitglied der American Ornithologists’ Union und des Museum Ferdinandeum sowie des Naturwissenschaftlichen Vereins für Kärnten und vielen anderen Vereinen und Institutionen.

## Erstbeschreibungen durch Moriz Sassi

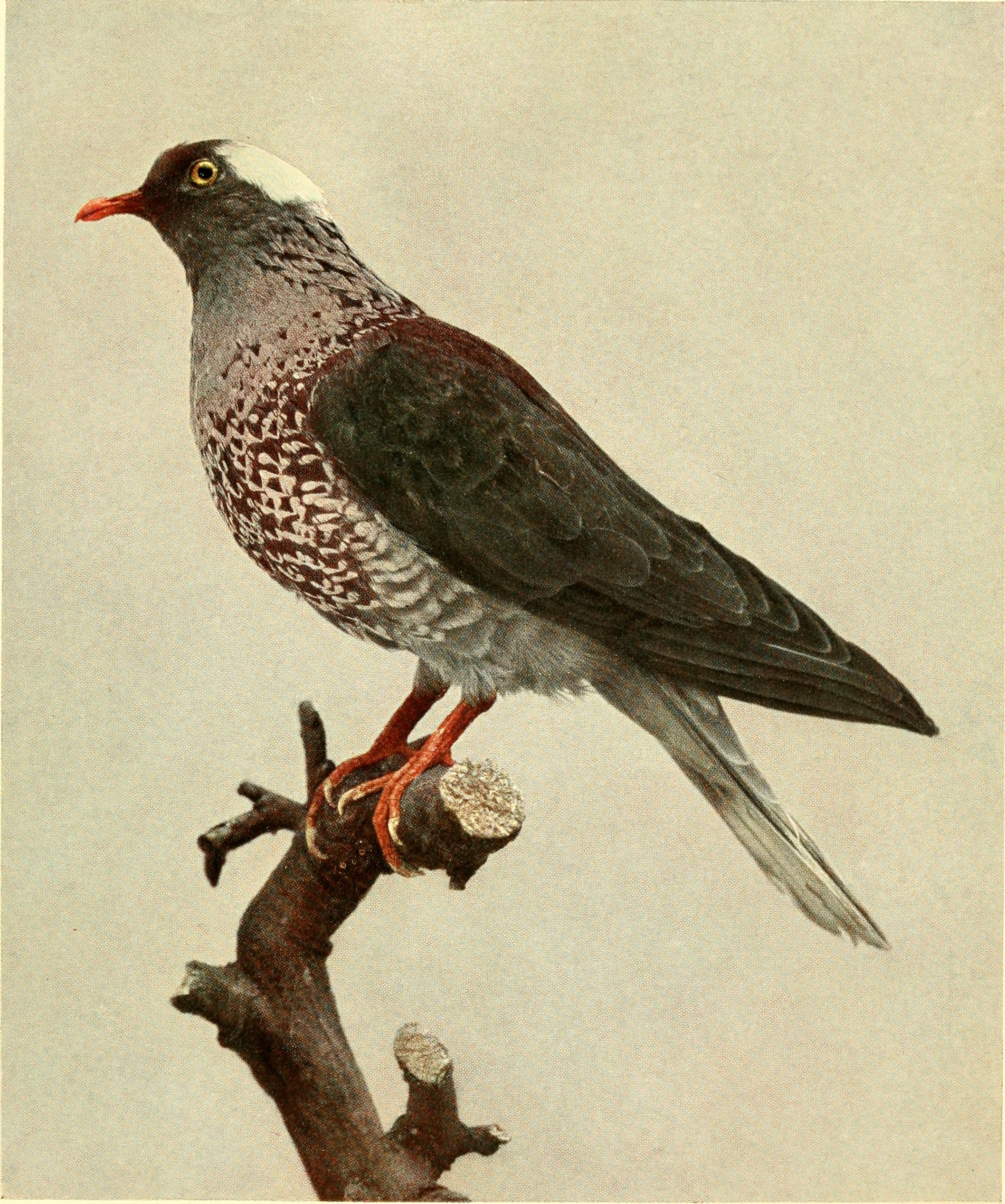
Weißgenicktaube

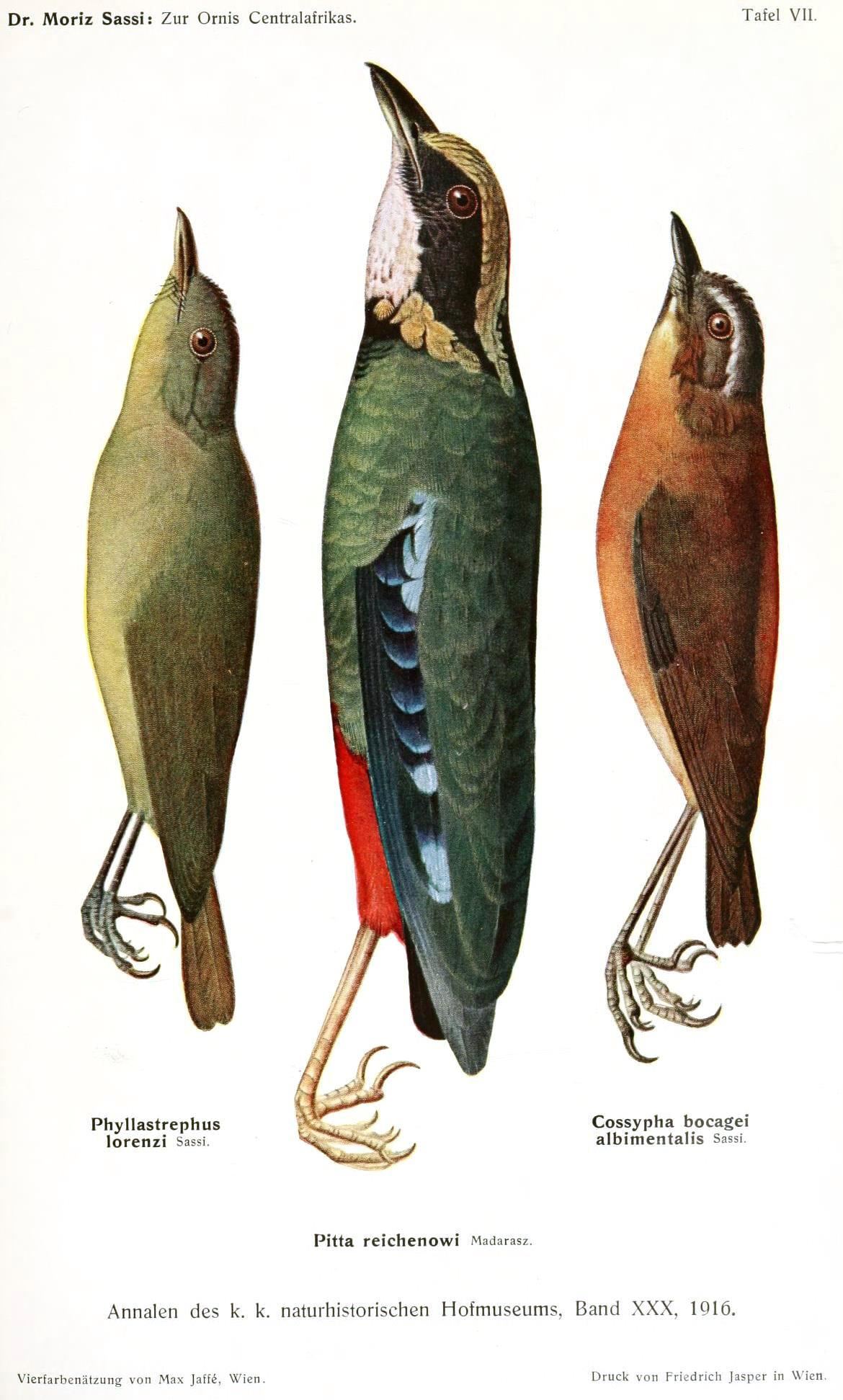
Lorenzbülbül

Zu den neuen Arten und Unterarten von Sassi gehören chronologisch u. a.:

### Arten
- Weißgenicktaube (Columba albinucha Sassi, 1911)
- Olivkuckuck (Cercococcyx olivinus Sassi, 1912)
- Lorenzbülbül (Phyllastrephus lorenzi Sassi, 1914)
- Oberländerdrossel (Geokichla oberlaenderi (Sassi, 1914))
- Tanganjikadrossel (Geokichla tanganjicae (Sassi, 1914))
- Goldnackenweber (Ploceus aureonucha Sassi, 1920)

### Unterarten
- Halbmond-Faulvogel (Malacoptila striata minor Sassi, 1911)
- Afrika-Waldohreule (Asio abyssinicus graueri Sassi, 1912)
- Kamerundrossel (Geokichla camaronensis graueri (Sassi, 1914))
- Maschona-Hyliota (Hyliota australis slatini Sassi, 1915)
- Rußweber (Ploceus albinucha holomelas Sassi, 1920)
- Gambia-Schneeballwürger (Dryoscopus gambensis erwini Sassi, 1923)
- Weißstirn-Faulvogel (Notharchus hyperrhynchus paraensis Sassi, 1932)

## Dedikationsnamen
Oscar Neumann ehrte ihn 1922 im Namen einer Unterart des Gelbstirngirlitz (Serinus flavivertex sassii). 1924 nannte Erwin Stresemann eine Unterart des Zwergsperbers (Accipiter minullus sassii), ein Name, der heute als Synonym für die Nominatform gilt. Die von Rudolf Neunzig unter Coliuspasser albonotata sassii beschriebene Unterart ist heute ein Synonym für Euplectes albonotatus eques (Hartlaub, 1863). András Keve ehrte ihn 1943 mit Nucifraga caryocatactes sassii  für den Tannenhäher (Nucifraga caryocatactes macrorhynchos Brehm, CL, 1823). Mit Sticticarbo punctatus sassi beschrieb Gregory Mathews 1929 ein Synonym für die Nominatform der Tüpfelscharbe (Phalacrocorax punctatus). Die Gattung Sassius, die Walter Rothschild, 2. Baron Rothschild und Ernst Hartert 1926 für Sassius simplex einführten, ist ein Synonym für Cinnyris Cuvier, 1816, da die Art dem Lotennektarvogel (Cinnyris lotenius (Linnaeus), 1766) entspricht.

## Publikationen (Auswahl)
- Zur Anatomie von Anomia ephippium. In: Arbeiten aus dem Zoologischen Institut der Universität Wien und der Zoologischen Station in Triest. Band 15, Nr. 1, 1904, S. 81–96 (zobodat.at [PDF; 2,3 MB]).
- Ein Beitrag zur Kenntnis der Vogelwelt vom Weißen Nil. In: Annalen des K.K. Naturhistorischen Hofmuseums. Band 21, 1906, S. 45–59 (biodiversitylibrary.org).
- Procavia slatini n. sp. In: Sitzungsberichte. Kaiserliche Akademie der Wissenschaften in Wien, Mathematisch-Naturwissenschaftliche Klasse. Abt. 1, Mineralogie, Krystallographie, Botanik, Physiologie der Pflanzen, Zoologie, Paläontologie, Geologie, physische Geographie und Reisen. Band 115, 1906, S. 995–1002 (biodiversitylibrary.org).
- Bemerkungen zu den von E. Weiske in Britisch-Neu-Guinea und Nord-Queensland gesammelten Vogelbälgen. In: Journal für Ornithologie. Band 57, 1909, S. 365–389 (biodiversitylibrary.org).
- Bemerkungen zu den von E. Weiske in Britisch-Neu-Guinea und Nord-Queensland gesammelten Vogelbälgen. In: Journal für Ornithologie. Band 58, 1910, S. 182–190 (biodiversitylibrary.org).
- Eine Sudanreise. Wilhelm Süsserott Verlagsbuchhandlung, Berlin 1911.
- Columba albinucha nov. spec. In: Ornithologische Monatsberichte. Band 19, 1911, S. 68–69 (biodiversitylibrary.org).
- Malacoptila torquata minor nov. subsp. In: Journal für Ornithologie. Band 59, 1911, S. 181 (biodiversitylibrary.org).
- Liste von Vogelbälgen aus Mesopotamien. In: Annalen des Naturhistorischen Museums in Wien. Band 26, 1912, S. 116–119 (zobodat.at [PDF; 1,9 MB]).
- Eine neue Art des Genus Cercococcyx Cercococcyx olivinus nov. spec. In: Annalen des K.K. Naturhistorischen Hofmuseums. Band 26, 1912, S. 341–342 (biodiversitylibrary.org).
- Beitrag zur Ornis Zentralafrikas. Tafel V. In: Annalen des K.K. Naturhistorischen Hofmuseums. Band 26, 1912, S. 347–393 (biodiversitylibrary.org).
- Eine neue Ohreule aus Zentralafrika (Asio abessinicus graueri nov. subsp.). In: Anzeiger der Kaiserlichen Akademie der Wissenschaften, Mathematisch-Naturwissenschaftliche Classe. Band 49, 1912, S. 122–123 (biodiversitylibrary.org).
- Einige neue Formen der innerafrikanischen Ornis aus der Kollektion Grauer. In: Anzeiger der Kaiserlichen Akademie der Wissenschaften, Mathematisch-Naturwissenschaftliche Classe. Band 51, 1914, S. 308–312.
- Einige neue Formen der innerafrikanischen Ornis aus der Kollektion Grauer. In: Journal für Ornithologie. Band 63, 1915, S. 112–118 (biodiversitylibrary.org).
- Beitrag zur Ornis Zentralafrikas. II. Teil. Tafel VII-VIII. In: Annalen des K.K. Naturhistorischen Hofmuseums. Band 30, 1916, S. 239–306 (biodiversitylibrary.org).
- Zwei neue Weber aus Mittelafrika. In: Ornithologische Monatsberichte. Band 28, 1920, S. 81 (biodiversitylibrary.org).
- Dryoscopus gambensis erwini nov. subsp. In: Ornithologische Monatsberichte. Band 31, 1923, S. 109–110 (biodiversitylibrary.org).
- Beitrag zur Ornis Zentralafrikas. III. Teil. In: Annalen des K.K. Naturhistorischen Hofmuseums. Band 38, 1925, S. 20–81 (zobodat.at [PDF; 5,5 MB]).
- Benennung der Para-Form aus dem Formenkreis Notharchus macrorhynchus Gm. In: Ornithologische Monatsberichte. Band 40, 1932, S. 120–121.
- mit Franz Zimmer: Beiträge zur Kenntnis der Vogelwelt des Songea-Distriktes mit besonderer Berücksichtigung des Matengo-Hochlandes (D.O.A.). In: Annalen des Naturhistorischen Museums in Wien. Band 51, 1940, S. 236–346 (zobodat.at [PDF; 9,2 MB]).